# Kazalište u 1975.
◄◄ | ◄ | 1972. | 1973. | 1974. | 1975.  | 1976. | 1977. | 1978. | ► | ►►
Arhitektura • Astronautika • Astronomija • Biologija • Film • Fotografija • Glazba • Kazalište • Kemija • Kiparstvo • Knjige • Književnost • Kršćanstvo • Meteorologija • Medicina • Planinarstvo • Politika • Pravo • Promet • Slikarstvo • Strip • Šport • Televizija • Znanost • Zrakoplovstvo • Željeznički promet
Kazalište u 1975.

## Hrvatska i u Hrvata

### Događaji
- 5. ožujka − Praizvedba prve hrvatske i pete svjetske rock-opere Gubec-bega u koncertnoj dvorani Vatroslava Lisinskog, u kojem je rock-opere izvodilo Zagrebačko gradsko kazalište Komedija.[1]

### Rođenja
- 25. siječnja – Daniel Kušan, hrvatski filmski i televizijski redatelj

## Vanjske poveznice
|  | Zajednički poslužitelj ima još gradiva o temi Kazalište u 1975. |